# Mormonia denussa
Mormonia denussa là một loài bướm đêm trong họ Noctuidae.